# Fenazepam
Fenazepam (łac. phenazepamum) – organiczny związek chemiczny z grupy benzodiazepin. Wykazuje działanie zbliżone do diazepamu, stosowany jest w krótkotrwałym leczeniu zaburzeń lękowych oraz jako lek przeciwpadaczkowy. W niektórych państwach odnotowuje się również pozamedyczne użycie fenazepamu jako substancji psychoaktywnej.
Środek odznaczający się silnym działaniem nasennym, natomiast umiarkowanym uspokajającym, przeciwlękowym i przeciwdrgawkowym. Zbliżony nieco działaniem do flunitrazepamu. Charakteryzuje się bardzo długim okresem półtrwania (ok. 60 godzin). Wykazuje znaczny potencjał uzależniający. Znajduje zastosowanie głównie jako lek nasenny, niekiedy pomocniczo w zaburzeniach lękowych, nerwicowych i padaczce.
Oryginalny, rosyjski lek zsyntetyzowany został w 1974 roku, natomiast wprowadzono go do lecznictwa w 1978 roku pod nazwą handlową Феназепам. Preparat stosowany obecnie wyłącznie w Rosji i niektórych innych krajach byłego ZSRR (m.in. na Ukrainie).
Preparaty
Феназепам (Fenazepam) tabl. 0,5 mg x 50 szt Canonpharma – Federacja Rosyjska
Preparat był dawniej zarejestrowany w Polsce.